# Charlotte Schwab
Charlotte Schwab (* 17. Dezember 1952 in Möhlin/Basel, Schweiz) ist eine Schweizer Schauspielerin.

## Leben
Mit 17 Jahren entschied sich Charlotte Schwab, fasziniert von vielen Theaterbesuchen, Schauspielerin zu werden. Bevor sie jedoch die Ausbildung am Konservatorium für Musik und Schauspiel in Bern absolvierte, schloss sie ihre Lehre als Telefonistin bei der PTT ab.
Nach der Schauspielausbildung erhielt sie 1974 ihr erstes Engagement in Trier. Danach stand sie mehr als zwanzig Jahre erfolgreich auf vielen Bühnen in der Schweiz und in Deutschland. Nach dem Theater Darmstadt (1975) und dem Düsseldorfer Schauspielhaus (1976–1980) spielte sie in Bremen (1980), an der Schaubühne Berlin (1981), am Schauspielhaus Bochum, am Schauspielhaus Zürich und in den 1990er Jahren am Thalia-Theater Hamburg. Sie arbeitete mit Regisseuren wie Jürgen Flimm, Claus Peymann, Peter Löscher, Sven-Eric Bechtolf und Katharina Thalbach. Am Thalia-Theater lernte Charlotte Schwab ihren späteren Filmkollegen Erdoğan Atalay kennen, mit dem sie von 1997 bis 2008 für die RTL-Actionserie Alarm für Cobra 11 – Die Autobahnpolizei als Chefin Anna Engelhardt vor der Kamera stand, die sie nach zehn Jahren (Folge 186) verließ, im Jahr 2016 kehrte sie für einen Gastauftritt im Pilotfilm zur Frühjahrsstaffel 2016 zurück. Bekannt wurde sie 1997 durch ihre Rolle der Unternehmensberaterin Katharina Nordberg, die sich in ihre junge Konkurrentin verliebt, in dem Fernsehfilm Die Konkurrentin an der Seite von Ann-Kathrin Kramer. Mit ihr war sie ab 2002 auch in der ZDF-Krimireihe Das Duo zu sehen, wo sie als Lübecker Kriminalhauptkommissarin Marion Ahrens ermittelte. Von 2006 an spielte Lisa Martinek ihre Das-Duo-Partnerin.
Trotz zahlreicher Fernsehrollen steht Charlotte Schwab weiterhin auf Theaterbühnen. 2006 und 2007 gab sie die Shakespeare-Lesung Geliebter Bastard in Bochum und Zürich. 2007 las sie in Wien und Göttingen die Versdichtung Venus und Adonis. Seit der Spielzeit 2016/2017 gehört sie zum Ensemble des Bayerischen Staatsschauspiels. In der Saison 2024 der Bad Hersfelder Festspiele, spielte sie die Titelrolle des Shakespeare-Klassikers König Lear.

## Persönliches
Charlotte Schwab hat zwei Kinder: Maximilian Simonischek, der ebenfalls Schauspieler ist, aus der Ehe mit dem Schauspieler Peter Simonischek, und Hans Bechtolf aus der Ehe mit dem Schauspieler und Regisseur Sven-Eric Bechtolf. Sie hat viele Jahre in Hamburg gelebt und wohnt jetzt in München.

## Filmografie (Auswahl)
- 1977: Vorsicht Falle! (Fernsehserie, 1 Folge)
- 1981: Männersache (Fernsehfilm)
- 1985: No One Twice (Ninguém Duas Vezes)
- 1992: Thea und Nat
- 1993: Der gute Merbach (Fernsehfilm)
- 1996: Der Streit (Fernsehfilm)
- 1996: Dr. Stefan Frank – Dr. Frank und das große Unglück
- 1996–1999: Ärzte (Fernsehserie, drei Folgen)
- 1996: Tatort: Parteifreunde (Fernsehreihe)
- 1996: Bruder Esel (Fernsehserie, fünf Folgen)
- 1996: Angst hat eine kalte Hand
- 1997: Anwalt Martin Berg – Im Auftrag der Gerechtigkeit (Fernsehserie, zwei Folgen)
- 1997: Freunde wie wir (Fernsehserie, Folge 1x09)
- 1997: Die Konkurrentin (Fernsehfilm)
- 1997–2008, 2016: Alarm für Cobra 11 – Die Autobahnpolizei (Fernsehserie, 164 Folgen)
- 1998: Vergewaltigt – Eine Frau schlägt zurück (Fernsehfilm)
- 1998: Tatort: Russisches Roulette
- 1998: Tatort: Am Ende der Welt
- 1998: Tatort: Voll ins Herz
- 1999: Die Männer vom K3 (Fernsehserie, Folge 3x20)
- 1999: Einfach Klasse! (Fernsehdreiteiler)
- 1999: Die Todesgrippe von Köln (Fernsehfilm)
- 1999: Die Singlefalle – Liebesspiele bis in den Tod (Fernsehfilm)
- 1999: Stille Nacht – Heilige Nacht (Fernsehfilm)
- 2000: Und morgen geht die Sonne wieder auf (Fernsehfilm)
- 2000: Die Cleveren (Fernsehserie, Folge 2x03)
- 2000: Mordkommission (Fernsehserie, Folge 2x05)
- 2000: Die Biester (Fernsehserie, 12 Folgen)
- 2001: Küss mich, Tiger! (Fernsehfilm)
- 2002: Das Haus der Schwestern (Fernsehfilm)
- 2002: Der Liebe entgegen (Fernsehfilm)
- 2002: Wolffs Revier (Fernsehserie, Folge 10x10)
- 2002–2004: Berlin, Berlin (Fernsehserie, 8 Folgen)
- 2002–2012: Das Duo (Fernsehreihe) → siehe Besetzung
- 2003, 2005: Alarm für Cobra 11 – Einsatz für Team 2 (Fernsehserie, 11 Folgen)
- 2003: Der Fürst und das Mädchen (Fernsehserie)
- 2003: Tochter meines Herzens (Fernsehfilm)
- 2004: Polizeiruf 110: Mein letzter Wille (Fernsehreihe)
- 2004: Eis im Bauch (Kurzfilm)
- 2004: Tatort: Abseits
- 2004–2005: Die Albertis (Fernsehserie, 14 Folgen)
- 2005: Commissario Laurenti – Die Toten vom Karst (Fernsehreihe)
- 2005: Tatort: Am Abgrund
- 2005: Die Braut von der Tankstelle (Fernsehfilm)
- 2006: Tod eines Keilers (Fernsehfilm)
- 2007, 2011: SOKO Köln (Fernsehserie, verschiedene Rollen, 2 Folgen)
- 2006: Matthäuspassion (Fernsehfilm)
- 2007: Die Frau vom Checkpoint Charlie (Fernsehfilm)
- 2007: Die Zürcher Verlobung – Drehbuch zur Liebe (Fernsehfilm)
- 2007: Ein Ferienhaus in Schottland (Fernsehfilm)
- 2007: Stubbe – Von Fall zu Fall: Bittere Wahrheiten (Fernsehreihe)
- 2007: Forsthaus Falkenau (Fernsehserie, Folge 19x01)
- 2007: Verrückt nach Clara (Fernsehserie, fünf Folgen)
- 2008: Kommissar Stolberg (Fernsehserie, Folge Eisprinzessin)
- 2009: Flug in die Nacht – Das Unglück von Überlingen (Fernsehfilm)
- 2010: Aghet – Ein Völkermord (Fernsehfilm)
- 2010: Klarer Fall für Bär (Fernsehfilm)
- 2010: Der Alte (Fernsehserie, Folge Ende der Schonzeit)
- 2010: Charlys Comeback (Fernsehfilm)
- 2010: Kreuzfahrt ins Glück: Hochzeitsreise nach Las Vegas (Fernsehreihe)
- 2011: Im besten Alter (Fernsehfilm)
- 2012, 2023: Notruf Hafenkante (Fernsehserie, 3 Folgen)
- 2012: Der letzte Bulle (Fernsehserie, Folge 3x02)
- 2012: Tessa Hennig: Elli gibt den Löffel ab
- 2013: Der Bestatter (Fernsehserie, Folge 1x01)
- 2013: Blutgeld (Fernsehfilm)
- 2014: Alleine war gestern
- 2014: Vaterjagd
- 2014: Danni Lowinski (Fernsehserie, Folge 5x01)
- 2014: Dr. Klein (Fernsehserie, zwei Folgen)
- 2014: Die Chefin (Fernsehserie, Folge 4x02)
- 2014: A Most Wanted Man[3]
- 2015: Drunter und Brüder
- 2015: Über den Tag hinaus (Fernsehfilm)
- 2015: Brandmal
- 2015: SOKO Leipzig (Fernsehserie, zwei Folgen)
- 2015: Herzensbrecher – Vater von vier Söhnen (Fernsehserie, Folge 3x12)
- 2015: Mord in bester Gesellschaft: Bitteres Erbe (Fernsehreihe)
- 2015, 2017: High Society Murder (Fernsehserie, zwei Folgen)
- 2016: Rosamunde Pilcher: Schutzengel (Fernsehreihe)
- 2016, 2019: Der Staatsanwalt (Fernsehserie, zwei Folgen)
- 2017: Mord in bester Gesellschaft: Winters letzter Fall
- 2018: Bettys Diagnose (Fernsehserie, Folge 4x23)
- 2018–2020: Tonio & Julia (Fernsehreihe, als Monika Schindel)
  - 2018: Kneifen gilt nicht
  - 2018: Zwei sind noch kein Paar
  - 2019: Schuldgefühle
  - 2019: Wenn einer geht
  - 2019: Ein neues Leben
  - 2019: Schulden und Sühne
  - 2020: Nesthocker
  - 2020: Der perfekte Mann
  - 2020: Dem Himmel so nah
- 2018: Die Spezialisten – Im Namen der Opfer (Fernsehserie, Folge 3x01)
- 2019: Mordshunger – Verbrechen und andere Delikatessen (Fernsehserie, Folge Wie ein Ei dem anderen)
- 2019: Zwingli
- 2019: Wiener Blut
- seit 2020: Die Toten am Meer (Fernsehreihe)
  - 2020: Die Toten am Meer
  - 2022: Der Wikinger
  - 2024: Tod an der Klippe
- 2022: Hui Buh und das Hexenschloss
- 2023: Toni, männlich, Hebamme – Eine Klasse für sich
- 2023: Toni, männlich, Hebamme – Mächtig schwanger
- 2024: Toni, männlich, Hebamme – Baby im Korb
- 2024: Toni, männlich, Hebamme – Das Glück der Anderen
- 2025: Wiener Blut – Berggericht (Fernsehreihe)

## Theater (Auswahl)

### Residenztheater München
- 2017: Die Troerinnen (als Hekuba). Von Jean-Paul Sartre nach Euripides. Inszenierung: Tina Lanik[4]
- 2017: Insgeheim Lohengrin (als Friseurin Helga). Von Alvis Hermanis und Ensemble. Inszenierung: Alvis Hermanis[5][6]
- 2018: Am Kältepol – Erzählungen aus dem Gulag (als Strafgefangene). Uraufführung nach Warlam Tichonowitsch Schalamow. Inszenierung: Timofei Alexandrowitsch Kuljabin[7]
- 2019 Lulu (als Lulu). Von Frank Wedekind. Inszenierung: Bastian Kraft[8]
- 2021: Erinnerung eines Mädchens (als Annie). Von Annie Ernaux. Inszenierung: Silvia Costa[9]
- 2021: Gott (als Elisabeth Gärtner). Von Ferdinand von Schirach. Inszenierung: Max Färberböck[10][11]

## Audiografie (Auswahl)
- 2004: Tausendundeine Nacht – Die drei Äpfel, Audiobook
- 2004: Tausendundeine Nacht – König Kamarassaman und seine Söhne, Audiobook
- 2007: Das Zelt, Hörbuch
- 2008: Straße ins Glück, Hörbuch

## Hörspiele
- 2014: Martin Gülich: Die Umarmung – Regie: Felicitas Ott (Kriminalhörspiel – SWR)

## Auszeichnungen
- 1977: Schauspielerin des Jahres der Zeitschrift Theater heute für die Rolle der „Luise“ in Kabale und Liebe
- 1978: Schauspielerin des Jahres (Theater heute) für die Rolle der „Amalia“ in Die Räuber
- 1978: Kulturpreis des Landes Nordrhein-Westfalen
- 1978: Förderpreis für Literatur der Landeshauptstadt Düsseldorf[12]
- 2019: Nominierung für den Kurt-Meisel-Preis der Freunde des Residenztheaters e. V. für herausragende künstlerische Leistung
- 2020: Nominierung für den Kurt-Meisel-Preis der Freunde des Residenztheaters e. V. für herausragende künstlerische Leistung
- 2022: Bayerische Staatsschauspielerin
- 2022: Kurt-Meisel-Preis der Freunde des Residenztheaters e. V. für herausragende künstlerische Leistung
- 2023: Großer Hersfeld-Preis[13]